# باتريك دي نابولي
باتريك دي نابولي هو لاعب كرة قدم سويسري في مركز الوسط، ولد في 17 نوفمبر 1975 في بار في سويسرا. شارك مع منتخب سويسرا تحت 19 سنة لكرة القدم ومنتخب سويسرا تحت 21 سنة لكرة القدم ومنتخب سويسرا لكرة القدم. أما مع النوادي، فقد لعب مع كارل زايس يينا وكيمنتزر ونادي آراو ونادي غراسهوبر زيوريخ ونادي فينترتور ونادي كارلسروه ونادي لوزيرن ويانغ بويز.

## وصلات خارجية
- باتريك دي نابولي على موقع الاتحاد الدولي (مؤرشف)  (الإنجليزية)
- باتريك دي نابولي على موقع قاعدة بيانات كرة القدم.إي يو (الإنجليزية)
- باتريك دي نابولي على موقع ناشيونال فوتبول تيمز (الإنجليزية)